# Vojaški korpus Rdečega križa Italije
Vojaški korpus Rdečega križa Italije (izvirno italijansko Corpo Militare della Croce Rossa Italiana; kratica: CM CRI) je pomožni prostovoljni specialni vojaški korpus Italijanskih oboroženih sil, ki pa je hkrati tudi del Rdečega križa Italije; korpus je bil ustanovljen leta 1866. Pripadniki korpusa nosijo podobne vojaške uniforme kot pripadniki Italijanske kopenske vojske in so subjekti vojaškega disciplinskega in kazenskega prava.
V mirnem času korpus, kot del Rdečega križa Italije, opravlja naloge v času izrednih razmer tako v mirnem času (npr. potresi, poplave,...) kot v vojnem času. Še posebej je korpus aktiven od leta 1984: tako je sodeloval pri organizaciji športnih prvenstev, oskrbi beguncev, deloval v IFORju, SFORju, v Albaniji, na Kosovu, v Iraku,... Korpus sestavljajo profesionalni in vpoklicani medicinski strokovnjaki (zdravniki, psihologi, farmacevti, organizatorji, računovodje, bolniške sestre, vozniki, pomočniki), ki so prostovoljci. 
Korpus vodi nacionalni inšpektor Vojaškega korpusa Rdečega križa Italije, ki ima čin generalmajorja.